# Čađavica
Čađavica (srbsky Чађавица, maďarsky Szagyolca) je vesnice a správní středisko stejnojmenné opčiny v Chorvatsku ve Viroviticko-podrávské župě. Nachází se blízko hranic s Maďarskem a Osijecko-baranjskou župou, asi 12 km severovýchodně od Slatiny. V roce 2011 žilo v Čađavici 678 obyvatel, v celé opčině pak 2 009 obyvatel.
Součástí opčiny je celkem deset trvale obydlených vesnic. Dříve byly samostatnými vesnicemi i osady Adolfovo a Đurin Lug, které jsou nyní částmi vesnice Donje Bazije.
- Čađavica – 678 obyvatel
- Čađavički Lug – 277 obyvatel
- Donje Bazije – 148 obyvatel
- Ilmin Dvor – 53 obyvatel
- Noskovačka Dubrava – 59 obyvatel
- Noskovci – 195 obyvatel
- Starin – 80 obyvatel
- Šaševo – 114 obyvatel
- Vraneševci – 152 obyvatel
- Zvonimirovac – 253 obyvatel

Opčinou prochází státní silnice D34 a župní silnice Ž4024, Ž4038 a Ž4039. Čađavicí protéká stejnojmenná řeka, která je přítokem nedaleko protékající řeky Drávy, oddělující Čađavicu od Maďarska.